# Hein Fiedeldij Dop
Philip Hendrik (Hein) Fiedeldij Dop (Amsterdam, 31 januari 1911 - Laren, 11 januari 1991) was een Nederlands kinderarts. In de Tweede Wereldoorlog hielp hij in samenwerking met de Amsterdamse Studenten Groep tussen de honderd en tweehonderd Joodse kinderen onder te duiken.

## Biografie
Vanaf 1935 had Fiedeldij Dop een praktijk als kinderarts in Amsterdam-Zuid. Aan het begin van de Tweede Wereldoorlog nam hij in het geheim de zorg voor de patiënten over van zijn leermeester, een Joodse kinderarts die zelfmoord pleegde, en een andere Joodse collega die onderdook. Daardoor werd hij de vertrouwenspersoon van veel Joodse families. Hij wist velen ervan te overtuigen dat de enige manier om hun kinderen te redden was ze te laten onderduiken. Via een contact bij de politie kreeg hij informatie over geplande razzia’s en kon hij de gezinnen waarschuwen. Als zij erin toestemden, haalde een van de leden van de Amsterdamse Studenten Groep hun kind of kinderen op en bracht ze naar een onderduikadres. In noodgevallen handelde Dokter Dop echter op eigen houtje. Zo wist hij in september 1943 een vierjarig meisje te redden uit de CIZ die door de bezetter ontruimd werd, en haar naar Sneek te brengen.

### Na-oorlogse activiteiten
Fiedeldij Dop en zijn vrouw, de vertaalster Jo Fiedeldij Dop-Phaff, bleven na de oorlog betrokken bij de studentengroep en ondersteunden de oprichting van filmtheater Kriterion, waar studenten hun studiekosten konden verdienen. Ook zetten zij zich in voor the Experiment in International Living, een organisatie die internationale culturele uitwisseling bevorderde om te komen tot wederzijds begrip en grotere verdraagzaamheid.
Naast zijn eigen praktijk was Fiedeldij Dop gedurende tien jaar medisch directeur van het Emma Kinderziekenhuis. Hij ontwikkelde een grote belangstelling voor leerproblemen bij kinderen. Op verzoek van Benjamin Spock vertaalde en bewerkte hij diens bestseller Baby and Child Care als Baby- en kinderverzorging & opvoeding (1950).
In 1976 werd Fiedeldij Dop door Yad Vashem onderscheiden als Rechtvaardige onder de Volkeren.